# Devon and Cornwall Police
Devon and Cornwall Police – brytyjska formacja policyjna, pełniąca funkcję policji terytorialnej na obszarze hrabstw ceremonialnych Devon i Kornwalia. Obszar odpowiedzialności tej służby jest geograficznie największym spośród wszystkich angielskich policji terytorialnych. Według stanu na 31 marca 2012, formacja liczy 3225 funkcjonariuszy, co daje jej piąte miejsce w Anglii i Walii pod względem liczebności.

## Galeria

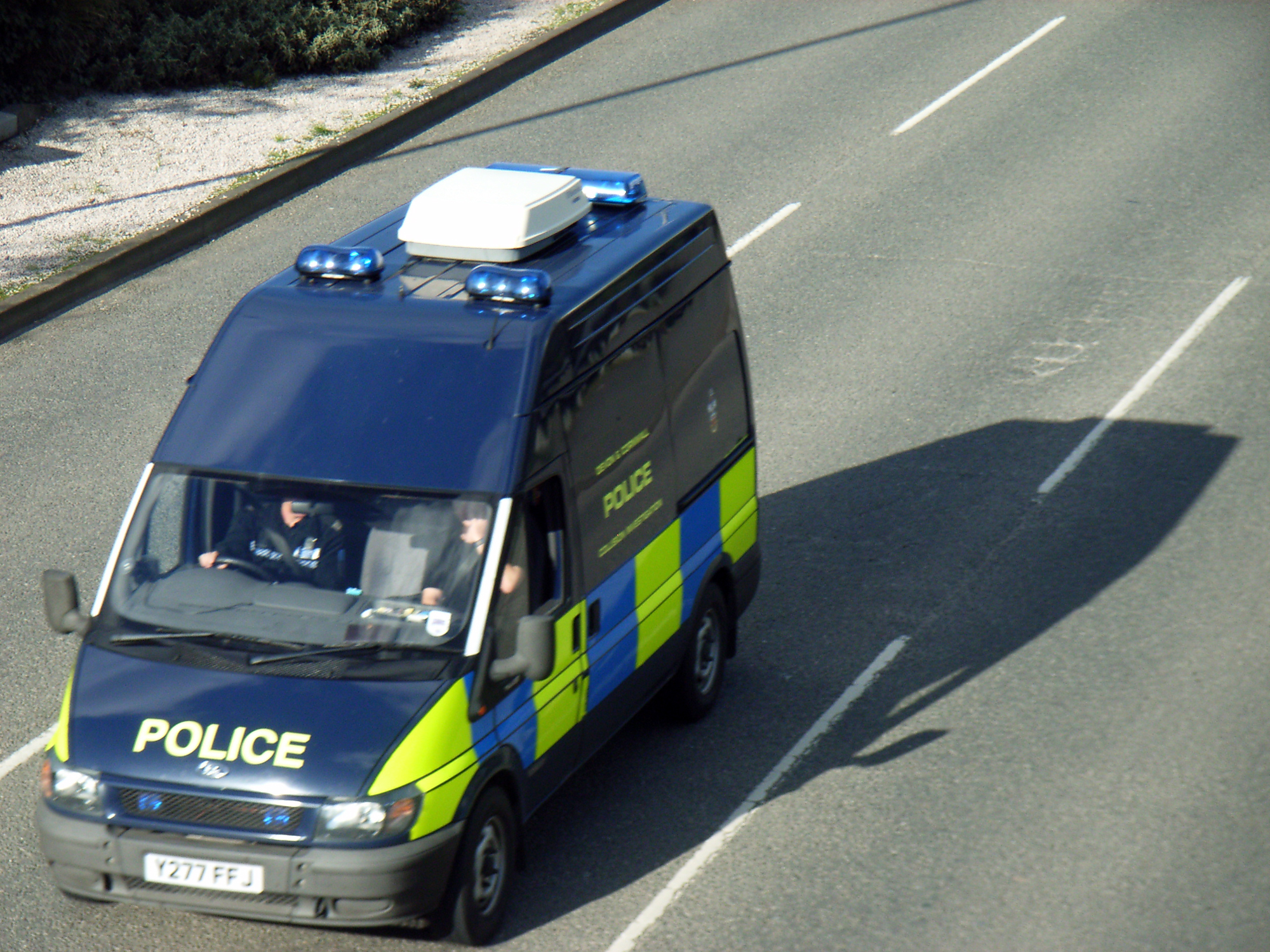
Ford Transit jako radiowóz grupy kryminalistycznej
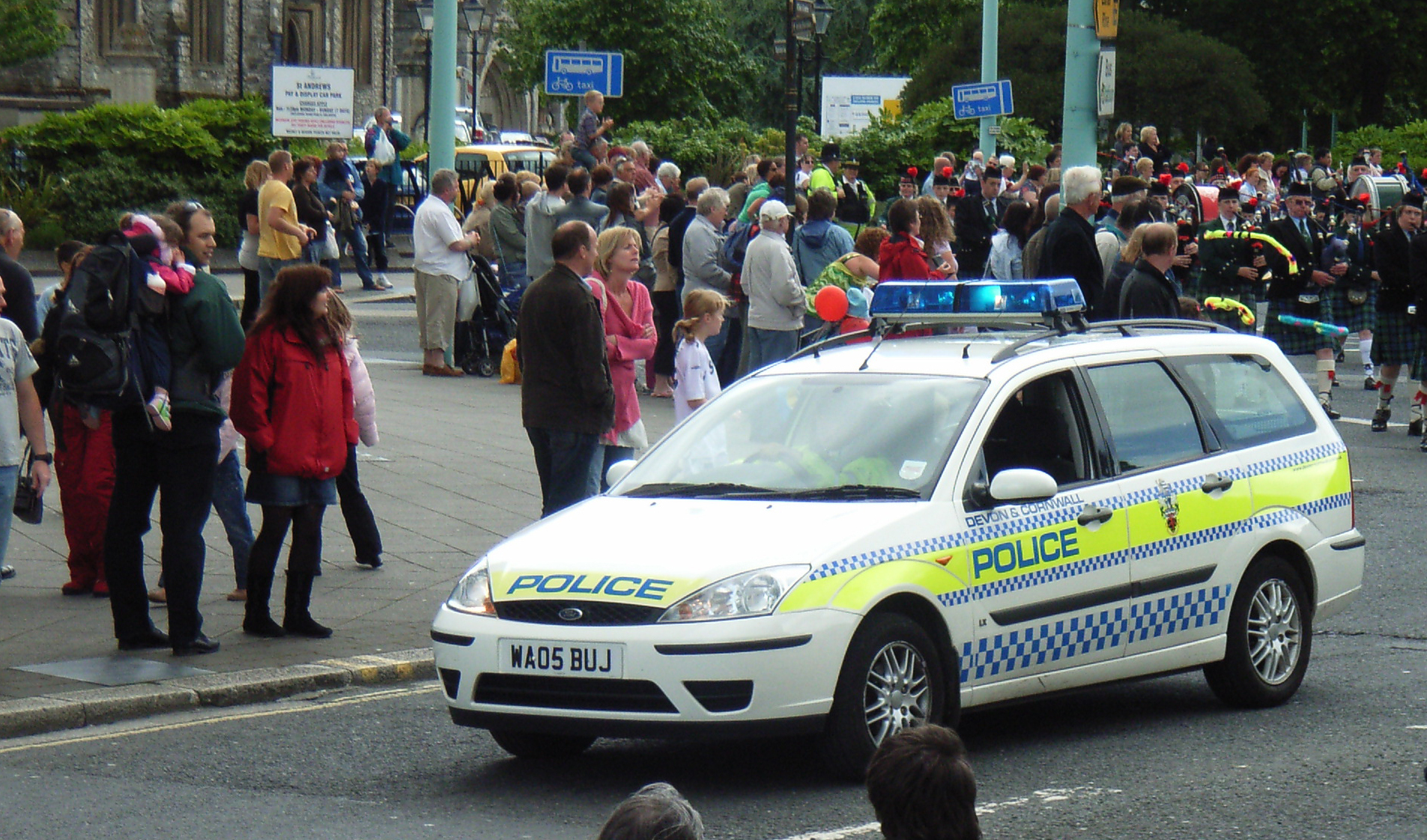
Radiowóz Ford Focus
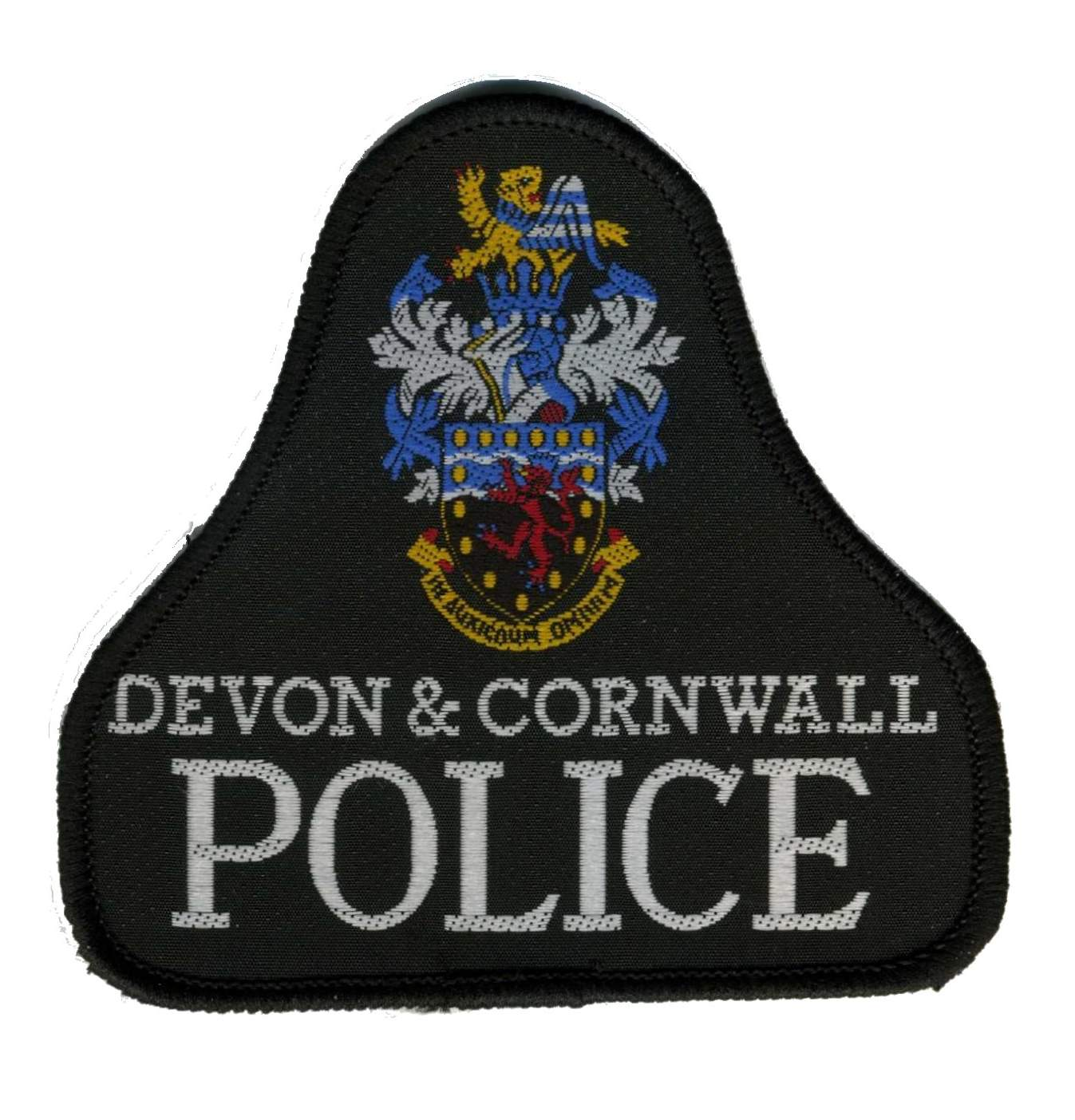
Naszywka mundurowa